# Diplopoda
I millepiedi sono un gruppo di artropodi caratterizzati dalla presenza di due paia di arti articolati sulla maggior parte dei segmenti del lungo corpo; sono conosciuti scientificamente come la classe dei Diplopoda, il cui nome deriva da questa caratteristica. Ogni segmento del corpo (ai cui lati presenta due paia di arti) è il risultato di due segmenti singoli fusi insieme. La maggior parte dei millepiedi ha corpi cilindrici o appiattiti molto allungati con più di 20 segmenti, mentre i millepiedi Oniscomorphi sono più corti e sono soliti arrotolarsi su se stessi a formare una palla per proteggersi. Nonostante il nome "millepiedi", fino a poco fa nessuna specie nota ne possedeva effettivamente 1 000: il record di 750 gambe apparteneva alla specie Illacme plenipes. Nel 2021, però, in Australia, all'interno di un pozzo trivellato per l'esplorazione mineraria a 60 metri di profondità è stato trovato un nuovo esemplare denominato Eumillipes persephone che possiede 1.306 zampe. Ci sono circa 12 000 specie nominate e classificate in 16 ordini e circa 140 famiglie; ciò fa di Diplopoda la più grande classe di miriapodi, un gruppo di artropodi che comprende anche i centopiedi e altre creature a più zampe.
La maggior parte dei millepiedi è detritivora, nutrendosi di foglie in decomposizione ed altri elementi vegetali morti. Alcuni si nutrono di funghi o succhiano fluidi vegetali, mentre una piccola minoranza sono predatori. I millepiedi sono generalmente innocui per l'uomo, anche se alcuni possono diventare parassiti domestici o da giardino. I millepiedi possono essere indesiderati soprattutto nelle serre dove possono causare gravi danni alle piantine emergenti. La maggior parte dei millepiedi si difendono con una varietà di sostanze chimiche secrete dai pori lungo il corpo, sebbene i minuscoli millepiedi setosi siano ricoperti da ciuffi di setole staccabili. La riproduzione nella maggior parte delle specie viene effettuata attraverso gambe maschili modificate chiamate gonopodi, che trasferiscono pacchetti di sperma alle femmine.
Apparsi per la prima volta nel periodo Siluriano, i millepiedi sono alcuni dei più antichi animali terrestri conosciuti. Alcuni membri di gruppi preistorici sono cresciuti fino a raggiungere una lunghezza di 2 metri; le più grandi specie moderne, invece, raggiungono lunghezze massime di 27-38 centimetri. La specie più lunga esistente è il millepiedi gigante africano (Archispirostreptus gigas).
Tra i miriapodi, i millepiedi sono tradizionalmente considerati i più strettamente imparentati ai piccoli pauropodi, sebbene alcuni studi molecolari sfidino questa relazione. I millepiedi possono essere distinte dagli alquanto simili, ma solo lontanamente imparentati, centopiedi (classe Chilopoda), perché questi ultimi hanno movimenti più rapidi, la presenza di un morso velenoso, la loro dieta carnivora, ed una singola coppia di arti per ciascun segmento corporeo.

## Etimologia
Il termine "millepiedi" è molto diffuso nella letteratura popolare e scientifica, ma tra gli scienziati nordamericani viene usato anche il termine "milliped" (senza la e finale). Altri nomi vernacolari includono "mille arti" o semplicemente "diplopodi". La scienza della biologia e della tassonomia del millepiedi si chiama diplopodologia: lo studio dei diplopodi.

## Classificazione

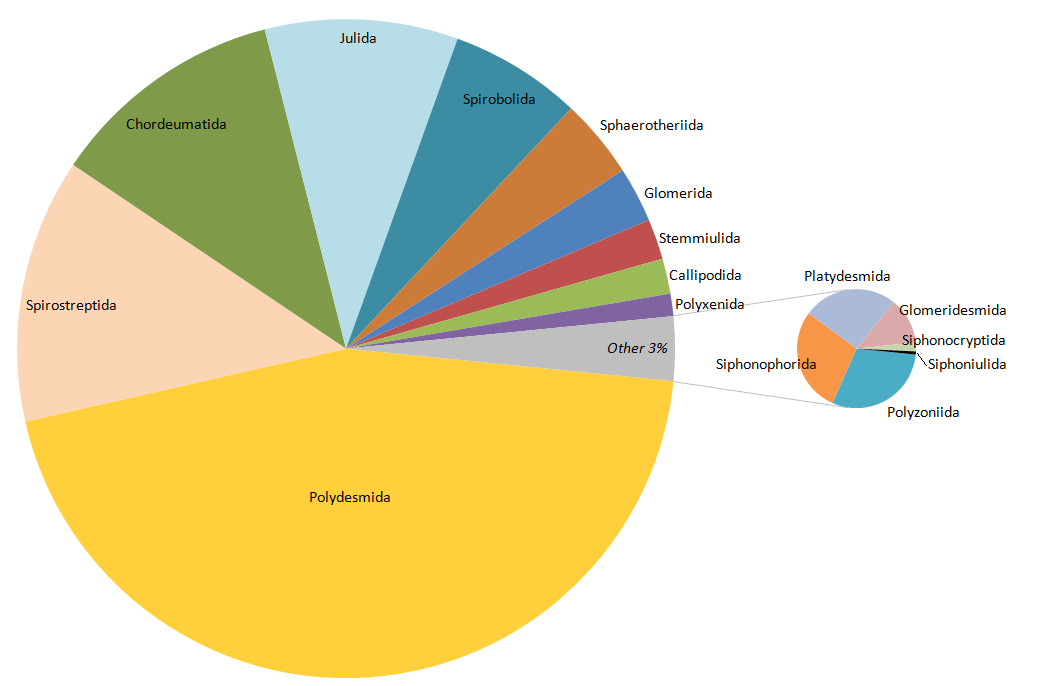
Diversità approssimativa di ordini di millepiedi esistenti, che vanno da circa 3500 specie di Polydesmida a 2 specie di Siphoniulida

Sono state descritte circa 12 000 specie di millepiedi. Le stime sul numero reale di specie sulla terra vanno da 15 000 a 80 000. Poche specie di millepiedi sono molto diffuse; questi animali hanno scarse capacità di dispersione, a seconda della locomozione terrestre e degli habitat umidi. Questi fattori hanno favorito l'isolamento genetico e la rapida speciazione, producendo molti lignaggi con intervalli ristretti.
I membri viventi del Diplopoda sono divisi in sedici ordini e due sottoclassi. La sottoclasse basale Penicillata contiene un singolo ordine, Polyxenida (millepiedi setosi). Tutti gli altri millepiedi appartengono alla sottoclasse Chilognatha costituita da due infraclassi: Pentazonia, contenente i millepiedi a corpo corto, e Helminthomorpha, contenente la maggior parte delle specie.
Di seguito viene presentata la classificazione dei millepiedi, basata sugli studi di Shear (2011), e Shear & Edgecombe (2010) (per i gruppi estinti). Recenti studi cladistici e molecolari hanno sfidato i tradizionali schemi di classificazione di cui sopra, e in particolare la posizione degli ordini Sifoniulida e Polizoniida non è ancora ben definita. Il posizionamento e le posizioni di gruppi estinti conosciuti solo da fossili sono indicativi e non completamente risolti.
Classe Diplopoda de Blainville in Gervais, 1844
- Sottoclasse Penicillata Latreille, 1831
  - Ordine Polyxenida Verhoeff, 1934
- Sottoclasse †Arthropleuridea (placed in Penicillata by some authors)[9]
  - Ordine †Arthropleurida Waterlot, 1934
  - Ordine †Eoarthropleurida  Shear & Selden, 1995
  - Ordine †Microdecemplicida Wilson & Shear, 2000
- Sottoclasse Chilognatha  Latrielle, 1802
  - Ordine †Zosterogrammida Wilson, 2005 (Chilognatha incertae sedis)[9]
  - Infraclasse Pentazonia Brandt, 1833 
    - Ordine †Amynilyspedida Hoffman, 1969
    - Superordine Limacomorpha Pocock, 1894 
      - Ordine Glomeridesmida Cook, 1895 

    - Superordine Oniscomorpha Pocock, 1887 
      - Ordine Glomerida Brandt, 1833 
      - Ordine Sphaerotheriida Brandt, 1833

  - Infraclasse Helminthomorpha Pocock, 1887
    - Superordine †Archipolypoda Scudder, 1882
      - Ordine †Archidesmida Wilson & Anderson 2004
      - Ordine †Cowiedesmida Wilson & Anderson 2004
      - Ordine †Euphoberiida Hoffman, 1969
      - Ordine †Palaeosomatida Hannibal & Krzeminski, 2005

    - Ordine †Pleurojulida Schneider & Werneburg, 1998 (possibile sister taxon di Colobognatha)[5]
    - Sottoclasse Colobognatha Brandt, 1834 
      - Ordine Platydesmida Cook, 1895
      - Ordine Polyzoniida Cook, 1895 
      - Ordine Siphonocryptida Cook, 1895
      - Ordine Siphonophorida Newport, 1844

    - Sottoclasse Eugnatha Attems, 1898
      - Superordine Juliformia Attems, 1926
        - Ordine Julida Brandt, 1833
        - Ordine Spirobolida Cook, 1895
        - Ordine Spirostreptida Brandt, 1833
        - Superfamiglia †Xyloiuloidea Cook, 1895 (Talvolta associato a Spirobolida)[10]

      - Superordine Nematophora Verhoeff, 1913 
        - Ordine Callipodida Pocock, 1894
        - Ordine Chordeumatida Pocock 1894
        - Ordine Stemmiulida Cook, 1895
        - Ordine Siphoniulida Cook, 1895

      - Superordine Merocheta Cook, 1895
        - Ordine Polydesmida Pocock, 1887

### Evoluzione
I millepiedi sono tra i primi animali ad aver colonizzato le prime terre emerse durante il periodo Siluriano. Le prime forme probabilmente si nutrivano di muschi e tracheobionta primitive. Esistono due grandi gruppi di millepiedi i cui membri sono tutti estinti: gli Archipolypoda ("antichi multi zampe") che contengono i più antichi animali terrestri conosciuti, e gli Arthropleuridea, che contengono i più grandi invertebrati terrestri conosciuti. La più antica creatura terrestre conosciuta, Pneumodesmus newmani, era un archipolypoda lungo 1 centimetro che visse 428 milioni di anni fa nel Siluriano superiore e presenta evidenti prove di spiracoli (fori di respirazione) che dimostra che fosse un animale in grado di respirare l'aria. Durante il Carbonifero superiore (340-280 milioni di anni fa), Arthropleura divenne il più grande invertebrato terrestre noto, raggiungendo lunghezze di almeno 2 metri. I millepiedi mostrano anche le prime prove di difesa chimica, poiché alcuni fossili devoniani presentano aperture di ghiandole difensive chiamate ozopori. Millepiedi, centopiedi e altri artropodi terrestri raggiunsero dimensioni molto più grandi rispetto alle loro controparti moderne negli ambienti ricchi di ossigeno del Devoniano e del Carbonifero, e alcuni avrebbero potuto superare il metro di lunghezza. Man mano che i livelli di ossigeno si abbassarono, gli artropodi giganti cominciarono a scomparire, lasciando il posto alle forme più piccole.

### Gruppi esistenti

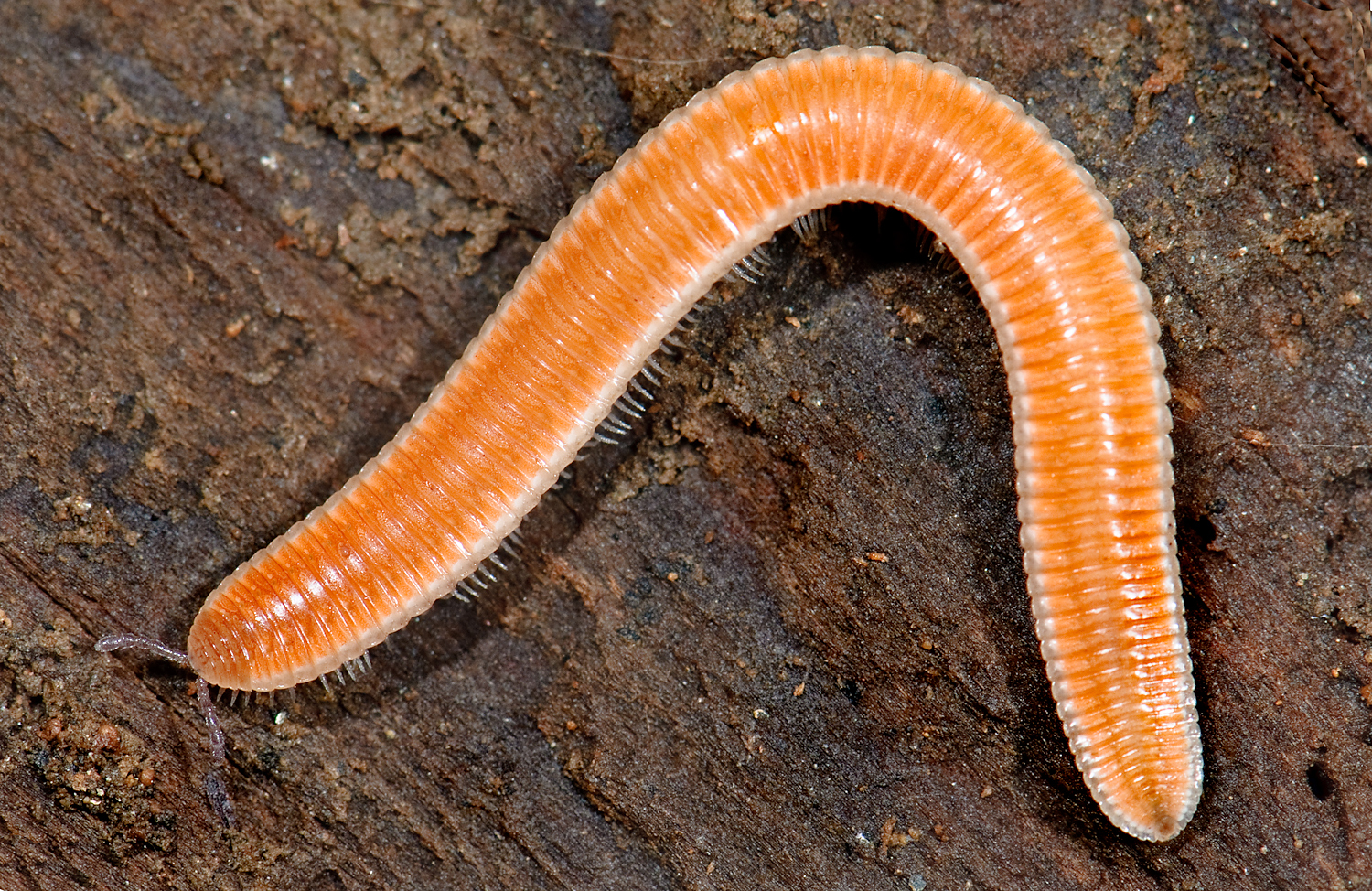
Octoglena sierra (Colobognatha, Polyzoniida)

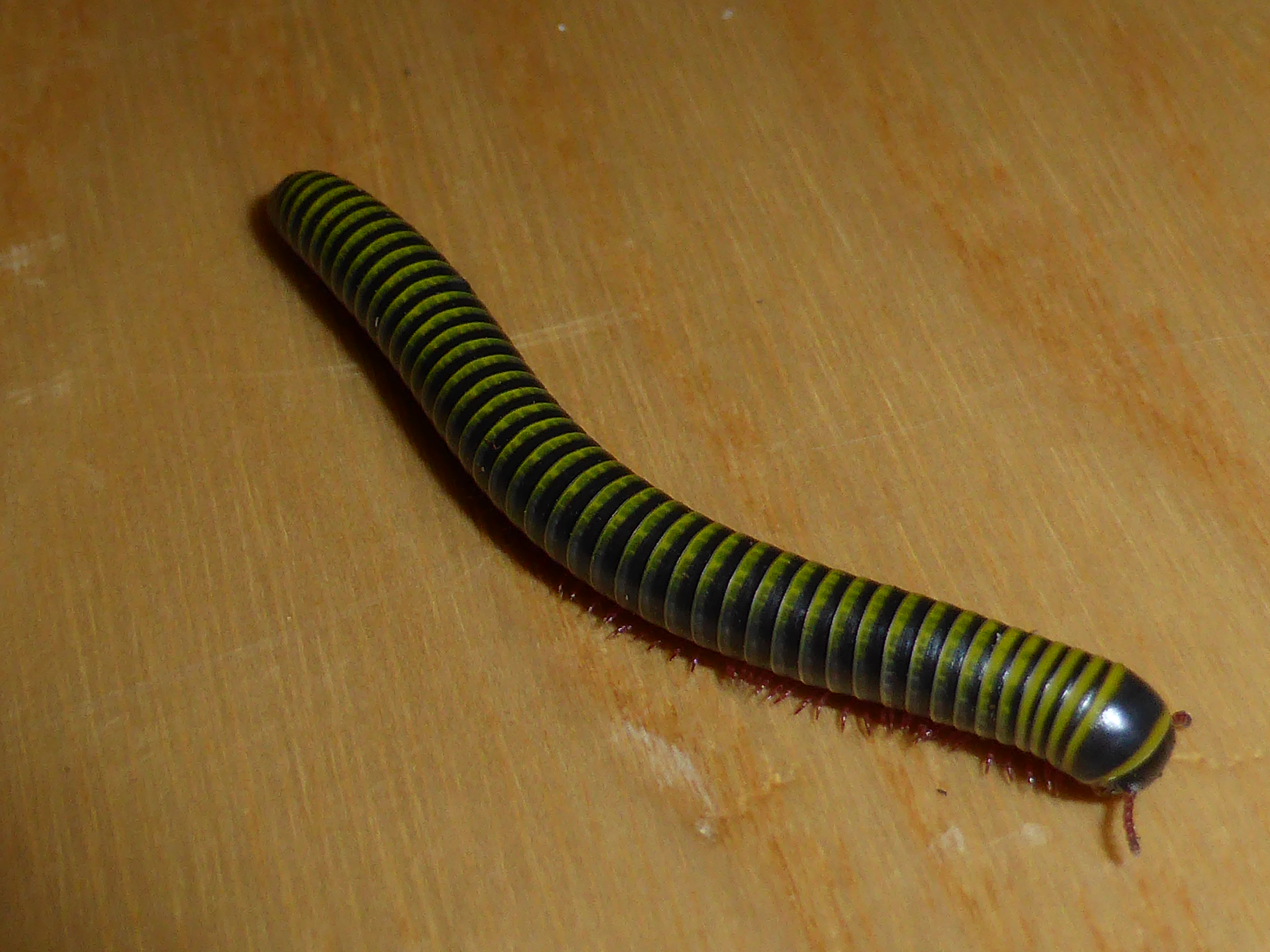
Anadenobolus monilicornis (Juliformia, Spirobolida)

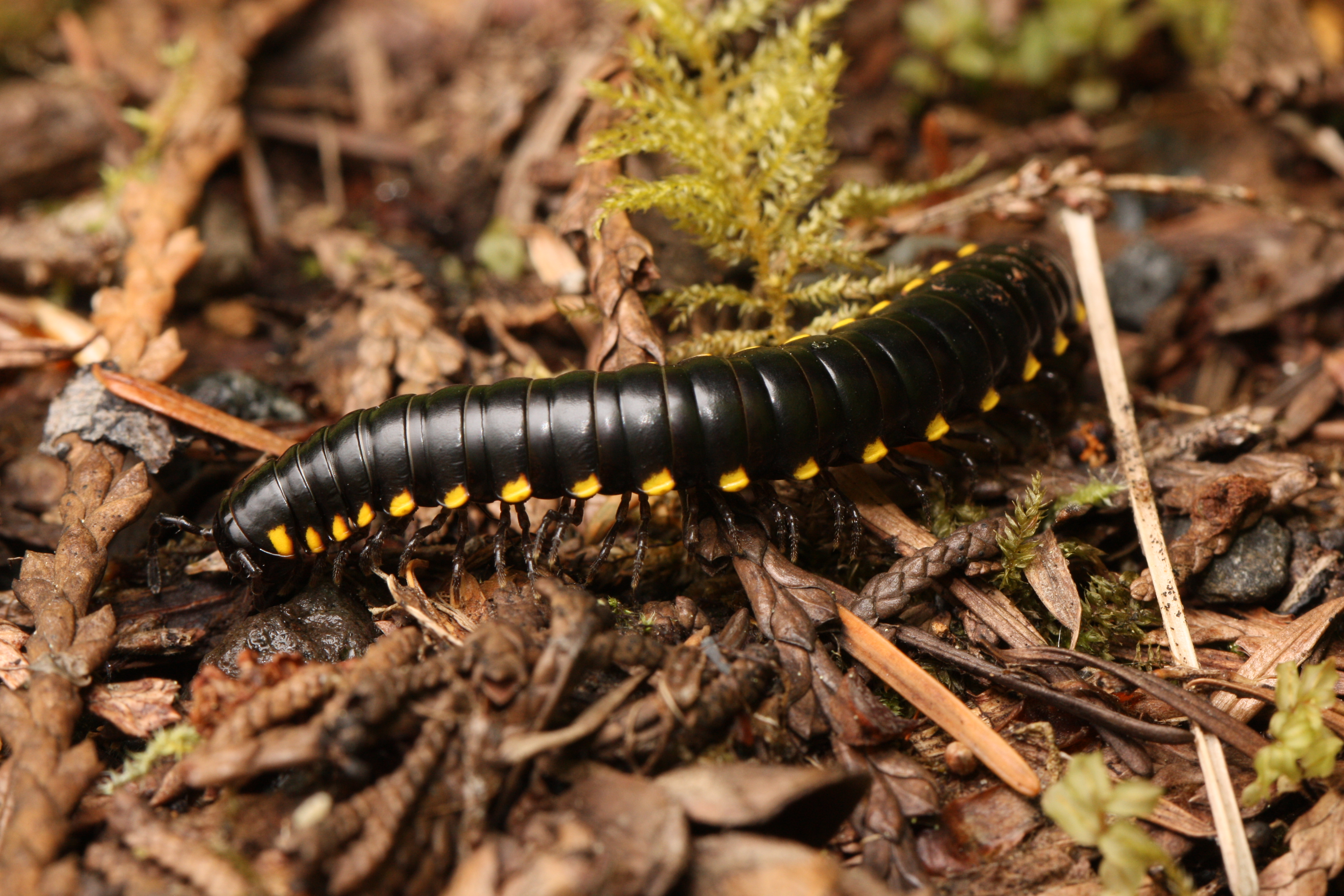
Harpaphe haydeniana (Polydesmida)

La storia della classificazione scientifica dei millepiedi è iniziata con Carl Linnaeus, che nella sua decima edizione di Systema Naturae, 1758, nominò sette specie di Julus come "Insecta Aptera" (insetti senza ali). Nel 1802, lo zoologo francese Pierre André Latreille propose il nome Chilognatha come primo gruppo di quelli che oggi sono i Diplopoda, e nel 1840 il naturalista tedesco Johann Friedrich von Brandt produsse la prima classificazione dettagliata di questi animali. Il nome Diplopoda stesso fu coniato nel 1844 dallo zoologo francese Henri Marie Ducrotay de Blainville. Dal 1890 al 1940, la tassonomia del millepiedi venne seguita da relativamente pochi ricercatori, con importanti contributi di Carl Attems, Karl Wilhelm Verhoeff e Ralph Vary Chamberlin, che descrissero ciascuno oltre 1 000 specie, così come Orator F. Cook, Filippo Silvestri, R.I. Pocock e Henry W. Brölemann. Fu un periodo in cui la scienza della diplopodologia fiorì: i tassi di descrizione delle specie erano in media i più alti della storia, a volte superiori a 300 l'anno.
Nel 1971, il biologo olandese CAW Jeekel pubblicò un elenco completo di tutti i generi e le famiglie di millepiedi conosciuti descritti tra il 1758 e il 1957 nel suo Nomenclator Generum et Familiarum Diplopodorum, un'opera accreditata come il lancio dell'era moderna della tassonomia dei millepiedi. Nel 1980, il biologo americano Richard L. Hoffman pubblicò una classificazione dei millepiedi che riconosceva i Penicillata, i Pentazonia e gli Helminthomorpha, e la prima analisi filogenetica degli ordini dei millepiedi usando i moderni metodi cladistici venne pubblicata nel 1984 da Henrik Enghoff, della Danimarca. Una classificazione del 2003 del miriapodologo americano Rowland Shelley è simile a quella originariamente proposta da Verhoeff, e rimane lo schema di classificazione accettato (mostrato qui sotto), nonostante studi molecolari più recenti propongano relazioni contrastanti. Un riassunto del 2011 sulla diversità della famiglia dei millepiedi di William A. Shear ha posto l'ordine Siphoniulida all'interno del gruppo più numeroso Nematophora.
|  | Polyxenida |
|  |            |

| Limacomorpha | Glomeridesmida                                                |
|              | Glomeridesmida                                                |
| Oniscomorpha | \| \| Glomerida \| \| \| \| \| \| Sphaerotheriida \| \| \| \| |
|              | \| \| Glomerida \| \| \| \| \| \| Sphaerotheriida \| \| \| \| |
|              | Glomerida                                                     |
|              |                                                               |
|              | Sphaerotheriida                                               |
|              |                                                               |

|  | Glomerida       |
|  |                 |
|  | Sphaerotheriida |
|  |                 |

|  | Platydesmida    |
|  |                 |
|  | Siphonocryptida |
|  |                 |
|  | Polyzoniida     |
|  |                 |
|  | Siphonophorida  |
|  |                 |

|  |               |
|  |               |
|  | Chordeumatida |
|  |               |
|  | Callipodida   |
|  |               |
|  | Stemmiulida   |
|  |               |
|  | Siphoniulida  |
|  |               |

|  | Polydesmida |
|  |             |

|  | Julida         |
|  |                |
|  | Spirobolida    |
|  |                |
|  | Spirostreptida |
|  |                |

|  |               |
|  |               |
|  | Chordeumatida |
|  |               |
|  | Callipodida   |
|  |               |
|  | Stemmiulida   |
|  |               |
|  | Siphoniulida  |
|  |               |

|  | Polydesmida |
|  |             |

|  | Julida         |
|  |                |
|  | Spirobolida    |
|  |                |
|  | Spirostreptida |
|  |                |

|  | Platydesmida    |
|  |                 |
|  | Siphonocryptida |
|  |                 |
|  | Polyzoniida     |
|  |                 |
|  | Siphonophorida  |
|  |                 |

|  |               |
|  |               |
|  | Chordeumatida |
|  |               |
|  | Callipodida   |
|  |               |
|  | Stemmiulida   |
|  |               |
|  | Siphoniulida  |
|  |               |

|  | Polydesmida |
|  |             |

|  | Julida         |
|  |                |
|  | Spirobolida    |
|  |                |
|  | Spirostreptida |
|  |                |

|  |               |
|  |               |
|  | Chordeumatida |
|  |               |
|  | Callipodida   |
|  |               |
|  | Stemmiulida   |
|  |               |
|  | Siphoniulida  |
|  |               |

|  | Polydesmida |
|  |             |

|  | Julida         |
|  |                |
|  | Spirobolida    |
|  |                |
|  | Spirostreptida |
|  |                |

| Limacomorpha | Glomeridesmida                                                |
|              | Glomeridesmida                                                |
| Oniscomorpha | \| \| Glomerida \| \| \| \| \| \| Sphaerotheriida \| \| \| \| |
|              | \| \| Glomerida \| \| \| \| \| \| Sphaerotheriida \| \| \| \| |
|              | Glomerida                                                     |
|              |                                                               |
|              | Sphaerotheriida                                               |
|              |                                                               |

|  | Glomerida       |
|  |                 |
|  | Sphaerotheriida |
|  |                 |

|  | Platydesmida    |
|  |                 |
|  | Siphonocryptida |
|  |                 |
|  | Polyzoniida     |
|  |                 |
|  | Siphonophorida  |
|  |                 |

|  |               |
|  |               |
|  | Chordeumatida |
|  |               |
|  | Callipodida   |
|  |               |
|  | Stemmiulida   |
|  |               |
|  | Siphoniulida  |
|  |               |

|  | Polydesmida |
|  |             |

|  | Julida         |
|  |                |
|  | Spirobolida    |
|  |                |
|  | Spirostreptida |
|  |                |

|  |               |
|  |               |
|  | Chordeumatida |
|  |               |
|  | Callipodida   |
|  |               |
|  | Stemmiulida   |
|  |               |
|  | Siphoniulida  |
|  |               |

|  | Polydesmida |
|  |             |

|  | Julida         |
|  |                |
|  | Spirobolida    |
|  |                |
|  | Spirostreptida |
|  |                |

|  | Platydesmida    |
|  |                 |
|  | Siphonocryptida |
|  |                 |
|  | Polyzoniida     |
|  |                 |
|  | Siphonophorida  |
|  |                 |

|  |               |
|  |               |
|  | Chordeumatida |
|  |               |
|  | Callipodida   |
|  |               |
|  | Stemmiulida   |
|  |               |
|  | Siphoniulida  |
|  |               |

|  | Polydesmida |
|  |             |

|  | Julida         |
|  |                |
|  | Spirobolida    |
|  |                |
|  | Spirostreptida |
|  |                |

|  |               |
|  |               |
|  | Chordeumatida |
|  |               |
|  | Callipodida   |
|  |               |
|  | Stemmiulida   |
|  |               |
|  | Siphoniulida  |
|  |               |

|  | Polydesmida |
|  |             |

|  | Julida         |
|  |                |
|  | Spirobolida    |
|  |                |
|  | Spirostreptida |
|  |                |

|  | Polyxenida |
|  |            |

| Limacomorpha | Glomeridesmida                                                |
|              | Glomeridesmida                                                |
| Oniscomorpha | \| \| Glomerida \| \| \| \| \| \| Sphaerotheriida \| \| \| \| |
|              | \| \| Glomerida \| \| \| \| \| \| Sphaerotheriida \| \| \| \| |
|              | Glomerida                                                     |
|              |                                                               |
|              | Sphaerotheriida                                               |
|              |                                                               |

|  | Glomerida       |
|  |                 |
|  | Sphaerotheriida |
|  |                 |

|  | Platydesmida    |
|  |                 |
|  | Siphonocryptida |
|  |                 |
|  | Polyzoniida     |
|  |                 |
|  | Siphonophorida  |
|  |                 |

|  |               |
|  |               |
|  | Chordeumatida |
|  |               |
|  | Callipodida   |
|  |               |
|  | Stemmiulida   |
|  |               |
|  | Siphoniulida  |
|  |               |

|  | Polydesmida |
|  |             |

|  | Julida         |
|  |                |
|  | Spirobolida    |
|  |                |
|  | Spirostreptida |
|  |                |

|  |               |
|  |               |
|  | Chordeumatida |
|  |               |
|  | Callipodida   |
|  |               |
|  | Stemmiulida   |
|  |               |
|  | Siphoniulida  |
|  |               |

|  | Polydesmida |
|  |             |

|  | Julida         |
|  |                |
|  | Spirobolida    |
|  |                |
|  | Spirostreptida |
|  |                |

|  | Platydesmida    |
|  |                 |
|  | Siphonocryptida |
|  |                 |
|  | Polyzoniida     |
|  |                 |
|  | Siphonophorida  |
|  |                 |

|  |               |
|  |               |
|  | Chordeumatida |
|  |               |
|  | Callipodida   |
|  |               |
|  | Stemmiulida   |
|  |               |
|  | Siphoniulida  |
|  |               |

|  | Polydesmida |
|  |             |

|  | Julida         |
|  |                |
|  | Spirobolida    |
|  |                |
|  | Spirostreptida |
|  |                |

|  |               |
|  |               |
|  | Chordeumatida |
|  |               |
|  | Callipodida   |
|  |               |
|  | Stemmiulida   |
|  |               |
|  | Siphoniulida  |
|  |               |

|  | Polydesmida |
|  |             |

|  | Julida         |
|  |                |
|  | Spirobolida    |
|  |                |
|  | Spirostreptida |
|  |                |

| Limacomorpha | Glomeridesmida                                                |
|              | Glomeridesmida                                                |
| Oniscomorpha | \| \| Glomerida \| \| \| \| \| \| Sphaerotheriida \| \| \| \| |
|              | \| \| Glomerida \| \| \| \| \| \| Sphaerotheriida \| \| \| \| |
|              | Glomerida                                                     |
|              |                                                               |
|              | Sphaerotheriida                                               |
|              |                                                               |

|  | Glomerida       |
|  |                 |
|  | Sphaerotheriida |
|  |                 |

|  | Platydesmida    |
|  |                 |
|  | Siphonocryptida |
|  |                 |
|  | Polyzoniida     |
|  |                 |
|  | Siphonophorida  |
|  |                 |

|  |               |
|  |               |
|  | Chordeumatida |
|  |               |
|  | Callipodida   |
|  |               |
|  | Stemmiulida   |
|  |               |
|  | Siphoniulida  |
|  |               |

|  | Polydesmida |
|  |             |

|  | Julida         |
|  |                |
|  | Spirobolida    |
|  |                |
|  | Spirostreptida |
|  |                |

|  |               |
|  |               |
|  | Chordeumatida |
|  |               |
|  | Callipodida   |
|  |               |
|  | Stemmiulida   |
|  |               |
|  | Siphoniulida  |
|  |               |

|  | Polydesmida |
|  |             |

|  | Julida         |
|  |                |
|  | Spirobolida    |
|  |                |
|  | Spirostreptida |
|  |                |

|  | Platydesmida    |
|  |                 |
|  | Siphonocryptida |
|  |                 |
|  | Polyzoniida     |
|  |                 |
|  | Siphonophorida  |
|  |                 |

|  |               |
|  |               |
|  | Chordeumatida |
|  |               |
|  | Callipodida   |
|  |               |
|  | Stemmiulida   |
|  |               |
|  | Siphoniulida  |
|  |               |

|  | Polydesmida |
|  |             |

|  | Julida         |
|  |                |
|  | Spirobolida    |
|  |                |
|  | Spirostreptida |
|  |                |

|  |               |
|  |               |
|  | Chordeumatida |
|  |               |
|  | Callipodida   |
|  |               |
|  | Stemmiulida   |
|  |               |
|  | Siphoniulida  |
|  |               |

|  | Polydesmida |
|  |             |

|  | Julida         |
|  |                |
|  | Spirobolida    |
|  |                |
|  | Spirostreptida |
|  |                |

### Record fossile
Oltre ai 16 ordini viventi, ci sono 9 ordini estinti e una superfamiglia conosciuta solo da fossili. Il rapporto di questi con i gruppi viventi e tra loro è controverso. Artropleuridea fu a lungo considerata una classe distinta di miriapodi, sebbene gli studi all'inizio del XXI secolo stabilirono il gruppo come una sottoclasse dei millepiedi. Diversi ordini moderni compaiono anche nei reperti fossili. Di seguito sono riportati due arrangiamenti proposti di gruppi fossili di millepiedi. I gruppi estinti sono indicati con una croce (†). L'ordine estinto di Zosterogrammida, chilognati di posizione incerta, non è mostrato.
|  | †Arthropleurida    |
|  |                    |
|  | †Eoarthropleurida  |
|  |                    |
|  | †Microdecemplicida |
|  |                    |

|  | †Archidesmida   |
|  |                 |
|  | †Cowiedesmida   |
|  |                 |
|  | †Euphoberiida   |
|  |                 |
|  | †Palaeosomatida |
|  |                 |

|  | Nematophora |
|  |             |
|  | Polydesmida |
|  |             |

|  | Julida         |
|  |                |
|  | Spirobolida    |
|  |                |
|  | Spirostreptida |
|  |                |
|  | †Xyloiuloidea  |
|  |                |

|  | Nematophora |
|  |             |
|  | Polydesmida |
|  |             |

|  | Julida         |
|  |                |
|  | Spirobolida    |
|  |                |
|  | Spirostreptida |
|  |                |
|  | †Xyloiuloidea  |
|  |                |

|  | Nematophora |
|  |             |
|  | Polydesmida |
|  |             |

|  | Julida         |
|  |                |
|  | Spirobolida    |
|  |                |
|  | Spirostreptida |
|  |                |
|  | †Xyloiuloidea  |
|  |                |

|  | Nematophora |
|  |             |
|  | Polydesmida |
|  |             |

|  | Julida         |
|  |                |
|  | Spirobolida    |
|  |                |
|  | Spirostreptida |
|  |                |
|  | †Xyloiuloidea  |
|  |                |

|  | †Archidesmida   |
|  |                 |
|  | †Cowiedesmida   |
|  |                 |
|  | †Euphoberiida   |
|  |                 |
|  | †Palaeosomatida |
|  |                 |

|  | Nematophora |
|  |             |
|  | Polydesmida |
|  |             |

|  | Julida         |
|  |                |
|  | Spirobolida    |
|  |                |
|  | Spirostreptida |
|  |                |
|  | †Xyloiuloidea  |
|  |                |

|  | Nematophora |
|  |             |
|  | Polydesmida |
|  |             |

|  | Julida         |
|  |                |
|  | Spirobolida    |
|  |                |
|  | Spirostreptida |
|  |                |
|  | †Xyloiuloidea  |
|  |                |

|  | Nematophora |
|  |             |
|  | Polydesmida |
|  |             |

|  | Julida         |
|  |                |
|  | Spirobolida    |
|  |                |
|  | Spirostreptida |
|  |                |
|  | †Xyloiuloidea  |
|  |                |

|  | Nematophora |
|  |             |
|  | Polydesmida |
|  |             |

|  | Julida         |
|  |                |
|  | Spirobolida    |
|  |                |
|  | Spirostreptida |
|  |                |
|  | †Xyloiuloidea  |
|  |                |

|  | †Archidesmida   |
|  |                 |
|  | †Cowiedesmida   |
|  |                 |
|  | †Euphoberiida   |
|  |                 |
|  | †Palaeosomatida |
|  |                 |

|  | Nematophora |
|  |             |
|  | Polydesmida |
|  |             |

|  | Julida         |
|  |                |
|  | Spirobolida    |
|  |                |
|  | Spirostreptida |
|  |                |
|  | †Xyloiuloidea  |
|  |                |

|  | Nematophora |
|  |             |
|  | Polydesmida |
|  |             |

|  | Julida         |
|  |                |
|  | Spirobolida    |
|  |                |
|  | Spirostreptida |
|  |                |
|  | †Xyloiuloidea  |
|  |                |

|  | Nematophora |
|  |             |
|  | Polydesmida |
|  |             |

|  | Julida         |
|  |                |
|  | Spirobolida    |
|  |                |
|  | Spirostreptida |
|  |                |
|  | †Xyloiuloidea  |
|  |                |

|  | Nematophora |
|  |             |
|  | Polydesmida |
|  |             |

|  | Julida         |
|  |                |
|  | Spirobolida    |
|  |                |
|  | Spirostreptida |
|  |                |
|  | †Xyloiuloidea  |
|  |                |

|  | †Archidesmida   |
|  |                 |
|  | †Cowiedesmida   |
|  |                 |
|  | †Euphoberiida   |
|  |                 |
|  | †Palaeosomatida |
|  |                 |

|  | Nematophora |
|  |             |
|  | Polydesmida |
|  |             |

|  | Julida         |
|  |                |
|  | Spirobolida    |
|  |                |
|  | Spirostreptida |
|  |                |
|  | †Xyloiuloidea  |
|  |                |

|  | Nematophora |
|  |             |
|  | Polydesmida |
|  |             |

|  | Julida         |
|  |                |
|  | Spirobolida    |
|  |                |
|  | Spirostreptida |
|  |                |
|  | †Xyloiuloidea  |
|  |                |

|  | Nematophora |
|  |             |
|  | Polydesmida |
|  |             |

|  | Julida         |
|  |                |
|  | Spirobolida    |
|  |                |
|  | Spirostreptida |
|  |                |
|  | †Xyloiuloidea  |
|  |                |

|  | Nematophora |
|  |             |
|  | Polydesmida |
|  |             |

|  | Julida         |
|  |                |
|  | Spirobolida    |
|  |                |
|  | Spirostreptida |
|  |                |
|  | †Xyloiuloidea  |
|  |                |

|  | †Arthropleurida    |
|  |                    |
|  | †Eoarthropleurida  |
|  |                    |
|  | †Microdecemplicida |
|  |                    |

|  | †Archidesmida   |
|  |                 |
|  | †Cowiedesmida   |
|  |                 |
|  | †Euphoberiida   |
|  |                 |
|  | †Palaeosomatida |
|  |                 |

|  | Nematophora |
|  |             |
|  | Polydesmida |
|  |             |

|  | Julida         |
|  |                |
|  | Spirobolida    |
|  |                |
|  | Spirostreptida |
|  |                |
|  | †Xyloiuloidea  |
|  |                |

|  | Nematophora |
|  |             |
|  | Polydesmida |
|  |             |

|  | Julida         |
|  |                |
|  | Spirobolida    |
|  |                |
|  | Spirostreptida |
|  |                |
|  | †Xyloiuloidea  |
|  |                |

|  | Nematophora |
|  |             |
|  | Polydesmida |
|  |             |

|  | Julida         |
|  |                |
|  | Spirobolida    |
|  |                |
|  | Spirostreptida |
|  |                |
|  | †Xyloiuloidea  |
|  |                |

|  | Nematophora |
|  |             |
|  | Polydesmida |
|  |             |

|  | Julida         |
|  |                |
|  | Spirobolida    |
|  |                |
|  | Spirostreptida |
|  |                |
|  | †Xyloiuloidea  |
|  |                |

|  | †Archidesmida   |
|  |                 |
|  | †Cowiedesmida   |
|  |                 |
|  | †Euphoberiida   |
|  |                 |
|  | †Palaeosomatida |
|  |                 |

|  | Nematophora |
|  |             |
|  | Polydesmida |
|  |             |

|  | Julida         |
|  |                |
|  | Spirobolida    |
|  |                |
|  | Spirostreptida |
|  |                |
|  | †Xyloiuloidea  |
|  |                |

|  | Nematophora |
|  |             |
|  | Polydesmida |
|  |             |

|  | Julida         |
|  |                |
|  | Spirobolida    |
|  |                |
|  | Spirostreptida |
|  |                |
|  | †Xyloiuloidea  |
|  |                |

|  | Nematophora |
|  |             |
|  | Polydesmida |
|  |             |

|  | Julida         |
|  |                |
|  | Spirobolida    |
|  |                |
|  | Spirostreptida |
|  |                |
|  | †Xyloiuloidea  |
|  |                |

|  | Nematophora |
|  |             |
|  | Polydesmida |
|  |             |

|  | Julida         |
|  |                |
|  | Spirobolida    |
|  |                |
|  | Spirostreptida |
|  |                |
|  | †Xyloiuloidea  |
|  |                |

|  | †Archidesmida   |
|  |                 |
|  | †Cowiedesmida   |
|  |                 |
|  | †Euphoberiida   |
|  |                 |
|  | †Palaeosomatida |
|  |                 |

|  | Nematophora |
|  |             |
|  | Polydesmida |
|  |             |

|  | Julida         |
|  |                |
|  | Spirobolida    |
|  |                |
|  | Spirostreptida |
|  |                |
|  | †Xyloiuloidea  |
|  |                |

|  | Nematophora |
|  |             |
|  | Polydesmida |
|  |             |

|  | Julida         |
|  |                |
|  | Spirobolida    |
|  |                |
|  | Spirostreptida |
|  |                |
|  | †Xyloiuloidea  |
|  |                |

|  | Nematophora |
|  |             |
|  | Polydesmida |
|  |             |

|  | Julida         |
|  |                |
|  | Spirobolida    |
|  |                |
|  | Spirostreptida |
|  |                |
|  | †Xyloiuloidea  |
|  |                |

|  | Nematophora |
|  |             |
|  | Polydesmida |
|  |             |

|  | Julida         |
|  |                |
|  | Spirobolida    |
|  |                |
|  | Spirostreptida |
|  |                |
|  | †Xyloiuloidea  |
|  |                |

|  | †Archidesmida   |
|  |                 |
|  | †Cowiedesmida   |
|  |                 |
|  | †Euphoberiida   |
|  |                 |
|  | †Palaeosomatida |
|  |                 |

|  | Nematophora |
|  |             |
|  | Polydesmida |
|  |             |

|  | Julida         |
|  |                |
|  | Spirobolida    |
|  |                |
|  | Spirostreptida |
|  |                |
|  | †Xyloiuloidea  |
|  |                |

|  | Nematophora |
|  |             |
|  | Polydesmida |
|  |             |

|  | Julida         |
|  |                |
|  | Spirobolida    |
|  |                |
|  | Spirostreptida |
|  |                |
|  | †Xyloiuloidea  |
|  |                |

|  | Nematophora |
|  |             |
|  | Polydesmida |
|  |             |

|  | Julida         |
|  |                |
|  | Spirobolida    |
|  |                |
|  | Spirostreptida |
|  |                |
|  | †Xyloiuloidea  |
|  |                |

|  | Nematophora |
|  |             |
|  | Polydesmida |
|  |             |

|  | Julida         |
|  |                |
|  | Spirobolida    |
|  |                |
|  | Spirostreptida |
|  |                |
|  | †Xyloiuloidea  |
|  |                |

|  | †Arthropleurida    |
|  |                    |
|  | †Eoarthropleurida  |
|  |                    |
|  | †Microdecemplicida |
|  |                    |

|  | †Archidesmida   |
|  |                 |
|  | †Cowiedesmida   |
|  |                 |
|  | †Euphoberiida   |
|  |                 |
|  | †Palaeosomatida |
|  |                 |

|  | Nematophora |
|  |             |
|  | Polydesmida |
|  |             |

|  | Julida         |
|  |                |
|  | Spirobolida    |
|  |                |
|  | Spirostreptida |
|  |                |
|  | †Xyloiuloidea  |
|  |                |

|  | Nematophora |
|  |             |
|  | Polydesmida |
|  |             |

|  | Julida         |
|  |                |
|  | Spirobolida    |
|  |                |
|  | Spirostreptida |
|  |                |
|  | †Xyloiuloidea  |
|  |                |

|  | Nematophora |
|  |             |
|  | Polydesmida |
|  |             |

|  | Julida         |
|  |                |
|  | Spirobolida    |
|  |                |
|  | Spirostreptida |
|  |                |
|  | †Xyloiuloidea  |
|  |                |

|  | Nematophora |
|  |             |
|  | Polydesmida |
|  |             |

|  | Julida         |
|  |                |
|  | Spirobolida    |
|  |                |
|  | Spirostreptida |
|  |                |
|  | †Xyloiuloidea  |
|  |                |

|  | †Archidesmida   |
|  |                 |
|  | †Cowiedesmida   |
|  |                 |
|  | †Euphoberiida   |
|  |                 |
|  | †Palaeosomatida |
|  |                 |

|  | Nematophora |
|  |             |
|  | Polydesmida |
|  |             |

|  | Julida         |
|  |                |
|  | Spirobolida    |
|  |                |
|  | Spirostreptida |
|  |                |
|  | †Xyloiuloidea  |
|  |                |

|  | Nematophora |
|  |             |
|  | Polydesmida |
|  |             |

|  | Julida         |
|  |                |
|  | Spirobolida    |
|  |                |
|  | Spirostreptida |
|  |                |
|  | †Xyloiuloidea  |
|  |                |

|  | Nematophora |
|  |             |
|  | Polydesmida |
|  |             |

|  | Julida         |
|  |                |
|  | Spirobolida    |
|  |                |
|  | Spirostreptida |
|  |                |
|  | †Xyloiuloidea  |
|  |                |

|  | Nematophora |
|  |             |
|  | Polydesmida |
|  |             |

|  | Julida         |
|  |                |
|  | Spirobolida    |
|  |                |
|  | Spirostreptida |
|  |                |
|  | †Xyloiuloidea  |
|  |                |

|  | †Archidesmida   |
|  |                 |
|  | †Cowiedesmida   |
|  |                 |
|  | †Euphoberiida   |
|  |                 |
|  | †Palaeosomatida |
|  |                 |

|  | Nematophora |
|  |             |
|  | Polydesmida |
|  |             |

|  | Julida         |
|  |                |
|  | Spirobolida    |
|  |                |
|  | Spirostreptida |
|  |                |
|  | †Xyloiuloidea  |
|  |                |

|  | Nematophora |
|  |             |
|  | Polydesmida |
|  |             |

|  | Julida         |
|  |                |
|  | Spirobolida    |
|  |                |
|  | Spirostreptida |
|  |                |
|  | †Xyloiuloidea  |
|  |                |

|  | Nematophora |
|  |             |
|  | Polydesmida |
|  |             |

|  | Julida         |
|  |                |
|  | Spirobolida    |
|  |                |
|  | Spirostreptida |
|  |                |
|  | †Xyloiuloidea  |
|  |                |

|  | Nematophora |
|  |             |
|  | Polydesmida |
|  |             |

|  | Julida         |
|  |                |
|  | Spirobolida    |
|  |                |
|  | Spirostreptida |
|  |                |
|  | †Xyloiuloidea  |
|  |                |

|  | †Archidesmida   |
|  |                 |
|  | †Cowiedesmida   |
|  |                 |
|  | †Euphoberiida   |
|  |                 |
|  | †Palaeosomatida |
|  |                 |

|  | Nematophora |
|  |             |
|  | Polydesmida |
|  |             |

|  | Julida         |
|  |                |
|  | Spirobolida    |
|  |                |
|  | Spirostreptida |
|  |                |
|  | †Xyloiuloidea  |
|  |                |

|  | Nematophora |
|  |             |
|  | Polydesmida |
|  |             |

|  | Julida         |
|  |                |
|  | Spirobolida    |
|  |                |
|  | Spirostreptida |
|  |                |
|  | †Xyloiuloidea  |
|  |                |

|  | Nematophora |
|  |             |
|  | Polydesmida |
|  |             |

|  | Julida         |
|  |                |
|  | Spirobolida    |
|  |                |
|  | Spirostreptida |
|  |                |
|  | †Xyloiuloidea  |
|  |                |

|  | Nematophora |
|  |             |
|  | Polydesmida |
|  |             |

|  | Julida         |
|  |                |
|  | Spirobolida    |
|  |                |
|  | Spirostreptida |
|  |                |
|  | †Xyloiuloidea  |
|  |                |

|  | †Arthropleurida    |
|  |                    |
|  | †Eoarthropleurida  |
|  |                    |
|  | †Microdecemplicida |
|  |                    |

|  | †Archidesmida   |
|  |                 |
|  | †Cowiedesmida   |
|  |                 |
|  | †Euphoberiida   |
|  |                 |
|  | †Palaeosomatida |
|  |                 |

|  | Nematophora |
|  |             |
|  | Polydesmida |
|  |             |

|  | Julida         |
|  |                |
|  | Spirobolida    |
|  |                |
|  | Spirostreptida |
|  |                |
|  | †Xyloiuloidea  |
|  |                |

|  | Nematophora |
|  |             |
|  | Polydesmida |
|  |             |

|  | Julida         |
|  |                |
|  | Spirobolida    |
|  |                |
|  | Spirostreptida |
|  |                |
|  | †Xyloiuloidea  |
|  |                |

|  | Nematophora |
|  |             |
|  | Polydesmida |
|  |             |

|  | Julida         |
|  |                |
|  | Spirobolida    |
|  |                |
|  | Spirostreptida |
|  |                |
|  | †Xyloiuloidea  |
|  |                |

|  | Nematophora |
|  |             |
|  | Polydesmida |
|  |             |

|  | Julida         |
|  |                |
|  | Spirobolida    |
|  |                |
|  | Spirostreptida |
|  |                |
|  | †Xyloiuloidea  |
|  |                |

|  | †Archidesmida   |
|  |                 |
|  | †Cowiedesmida   |
|  |                 |
|  | †Euphoberiida   |
|  |                 |
|  | †Palaeosomatida |
|  |                 |

|  | Nematophora |
|  |             |
|  | Polydesmida |
|  |             |

|  | Julida         |
|  |                |
|  | Spirobolida    |
|  |                |
|  | Spirostreptida |
|  |                |
|  | †Xyloiuloidea  |
|  |                |

|  | Nematophora |
|  |             |
|  | Polydesmida |
|  |             |

|  | Julida         |
|  |                |
|  | Spirobolida    |
|  |                |
|  | Spirostreptida |
|  |                |
|  | †Xyloiuloidea  |
|  |                |

|  | Nematophora |
|  |             |
|  | Polydesmida |
|  |             |

|  | Julida         |
|  |                |
|  | Spirobolida    |
|  |                |
|  | Spirostreptida |
|  |                |
|  | †Xyloiuloidea  |
|  |                |

|  | Nematophora |
|  |             |
|  | Polydesmida |
|  |             |

|  | Julida         |
|  |                |
|  | Spirobolida    |
|  |                |
|  | Spirostreptida |
|  |                |
|  | †Xyloiuloidea  |
|  |                |

|  | †Archidesmida   |
|  |                 |
|  | †Cowiedesmida   |
|  |                 |
|  | †Euphoberiida   |
|  |                 |
|  | †Palaeosomatida |
|  |                 |

|  | Nematophora |
|  |             |
|  | Polydesmida |
|  |             |

|  | Julida         |
|  |                |
|  | Spirobolida    |
|  |                |
|  | Spirostreptida |
|  |                |
|  | †Xyloiuloidea  |
|  |                |

|  | Nematophora |
|  |             |
|  | Polydesmida |
|  |             |

|  | Julida         |
|  |                |
|  | Spirobolida    |
|  |                |
|  | Spirostreptida |
|  |                |
|  | †Xyloiuloidea  |
|  |                |

|  | Nematophora |
|  |             |
|  | Polydesmida |
|  |             |

|  | Julida         |
|  |                |
|  | Spirobolida    |
|  |                |
|  | Spirostreptida |
|  |                |
|  | †Xyloiuloidea  |
|  |                |

|  | Nematophora |
|  |             |
|  | Polydesmida |
|  |             |

|  | Julida         |
|  |                |
|  | Spirobolida    |
|  |                |
|  | Spirostreptida |
|  |                |
|  | †Xyloiuloidea  |
|  |                |

|  | †Archidesmida   |
|  |                 |
|  | †Cowiedesmida   |
|  |                 |
|  | †Euphoberiida   |
|  |                 |
|  | †Palaeosomatida |
|  |                 |

|  | Nematophora |
|  |             |
|  | Polydesmida |
|  |             |

|  | Julida         |
|  |                |
|  | Spirobolida    |
|  |                |
|  | Spirostreptida |
|  |                |
|  | †Xyloiuloidea  |
|  |                |

|  | Nematophora |
|  |             |
|  | Polydesmida |
|  |             |

|  | Julida         |
|  |                |
|  | Spirobolida    |
|  |                |
|  | Spirostreptida |
|  |                |
|  | †Xyloiuloidea  |
|  |                |

|  | Nematophora |
|  |             |
|  | Polydesmida |
|  |             |

|  | Julida         |
|  |                |
|  | Spirobolida    |
|  |                |
|  | Spirostreptida |
|  |                |
|  | †Xyloiuloidea  |
|  |                |

|  | Nematophora |
|  |             |
|  | Polydesmida |
|  |             |

|  | Julida         |
|  |                |
|  | Spirobolida    |
|  |                |
|  | Spirostreptida |
|  |                |
|  | †Xyloiuloidea  |
|  |                |

### Relazione con altri miriapodi

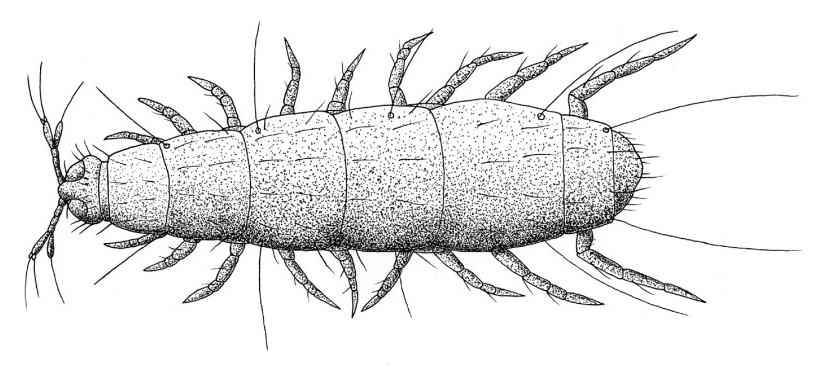
Si pensa che i pauropodi siano i parenti più stretti dei millepiedi.

Sebbene le relazioni tra gli ordini di millepiedi siano ancora oggetto di dibattito, la classe Diplopoda nel suo insieme è considerata un gruppo monofiletico di artropodi: tutti i millepiedi sono più strettamente correlati tra loro che con qualsiasi altro artropode. Diplopoda è una classe all'interno del sottoramo di artropoda Myriapoda, i miriapodi, che comprende centopiedi (classe Chilopoda), nonché i pauropodi meno noti (classe Pauropoda) e sinfili (classe Symphyla). All'interno dei miriapodi, i parenti più stretti o il sister group dei millepiedi sono stati a lungo considerati i pauropodi, che come loro possiedono un collum e diplosegmenti.

### Distinzione dai centopiedi
La differenza tra millepiedi e centopiedi è una domanda comune al grande pubblico. Entrambi i gruppi di miriapodi condividono somiglianze, come corpi lunghi e multi-segmentati, numerosi arti, una singola coppia di antenne e la presenza di organi postanntennali, ma possiedono anche molte differenze e distinte storie evolutive, come l'antenato comune più recente di millepiedi e centopiedi visse circa 450-475 milioni di anni fa nel Siluriano. La sola testa esemplifica le differenze; i millepiedi hanno antenne corte a gomito per sondare il substrato, una coppia di robuste mandibole e una singola coppia di mascelle fuse in un labbro; i centopiedi hanno lunghe antenne filiformi, una coppia di piccole mandibole, due coppie di mascelle e una coppia di grossi artigli da cui iniettano il veleno.

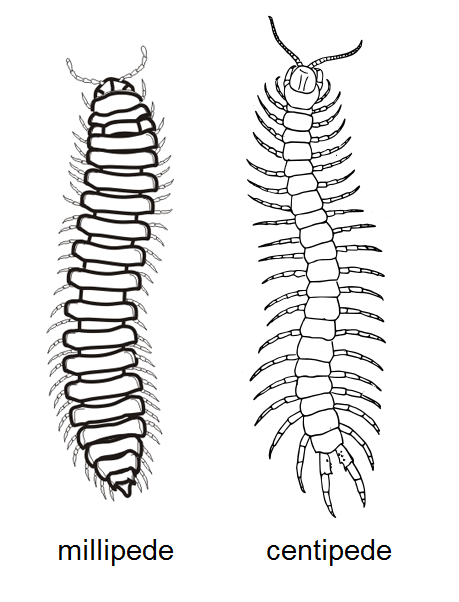
Differenze tra millepiedi e centopiedi (non in scala)

| Tratti                     | Millepiedi                                                                                              | Centopiedi                                                                                             |
| -------------------------- | --- | --- |
| Arti                       | Due coppie di arti sulla maggior parte dei segmenti del corpo; attaccato alla parte inferiore del corpo | Una coppia per segmento di corpo; attaccato ai lati del corpo; l'ultima coppia si estende all'indietro |
| Locomozione                | Generalmente adattato per scavare o abitare piccole fessure; locomozione lenta                          | Generalmente adattato per la corsa, ad eccezione dei centopiedi scavatori                              |
| Alimentazione              | Principalmente detritivori, alcuni erbivori, pochi carnivori; non sono velenosi                         | Principalmente carnivori con artigli modificati in zanne velenose                                      |
| Spiracoli                  | Sul lato inferiore del corpo                                                                            | Ai lati o nella parte superiore del corpo                                                              |
| Aperture riproduttive      | Nel terzo segmento del corpo                                                                            | Nell'ultimo segmento del corpo                                                                         |
| Comportamenti riproduttivi | Il maschio generalmente inserisce lo spermatoforo nella femmina con gonopodi                            | Il maschio produce lo spermatoforo che viene solitamente raccolto dalla femmina                        |

## Descrizione
Sono caratterizzati da un tronco segmentato con segmenti fusi a due a due (diplosomiti o diplosegmenti) ad eccezione dei primi tre. Capo e tronco sono separati da un tratto detto collo che in realtà corrisponde all'ultimo segmento del capo che è separato dalla capsula cefalica. I primi tre segmenti del tronco mantengono la loro individualità e recano quindi ciascuno un paio di zampe, segue poi una serie più o meno lunga di diplosomiti. Alcuni autori denominano torace l'insieme dei primi tre segmenti del tronco ed addome la restante serie di diplosomiti, sebbene non vi sia una differenziazione tra i due paragonabile a quella dei Crostacei più evoluti e degli Esapodi. A causa della loro anatomia molto sensibile alle perdite d'acqua vivono negli ambienti umidi.
Le zampe sono impiantate ventralmente (poiché i tergiti sono molto sviluppati anche in senso latero-ventrale, mentre gli sterniti sono ridotti), ne consegue lentezza di movimenti. Sono detritivori. Caratteristica di Diplopodi e Pauropodi è lo Gnatochilario, organo boccale derivante dalla fusione del primo paio di mascelle.

### Alcune specie

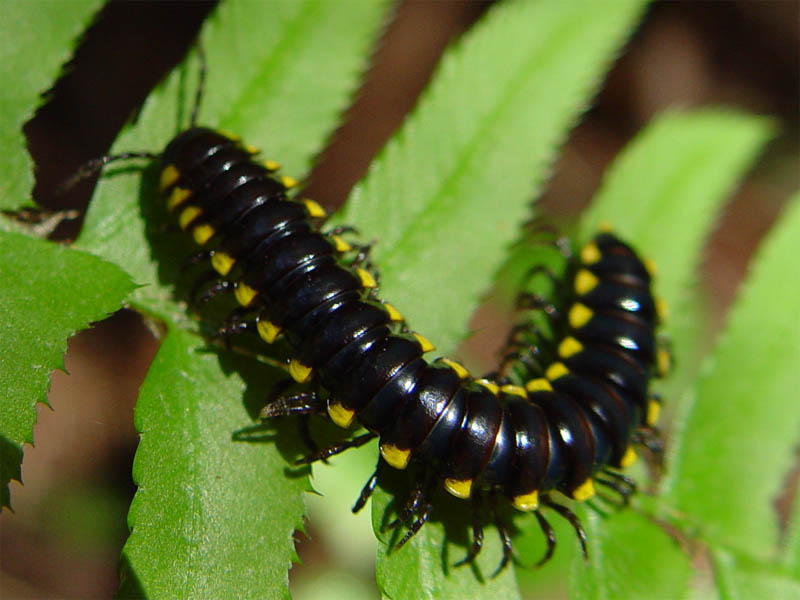
Harpaphe haydeniana
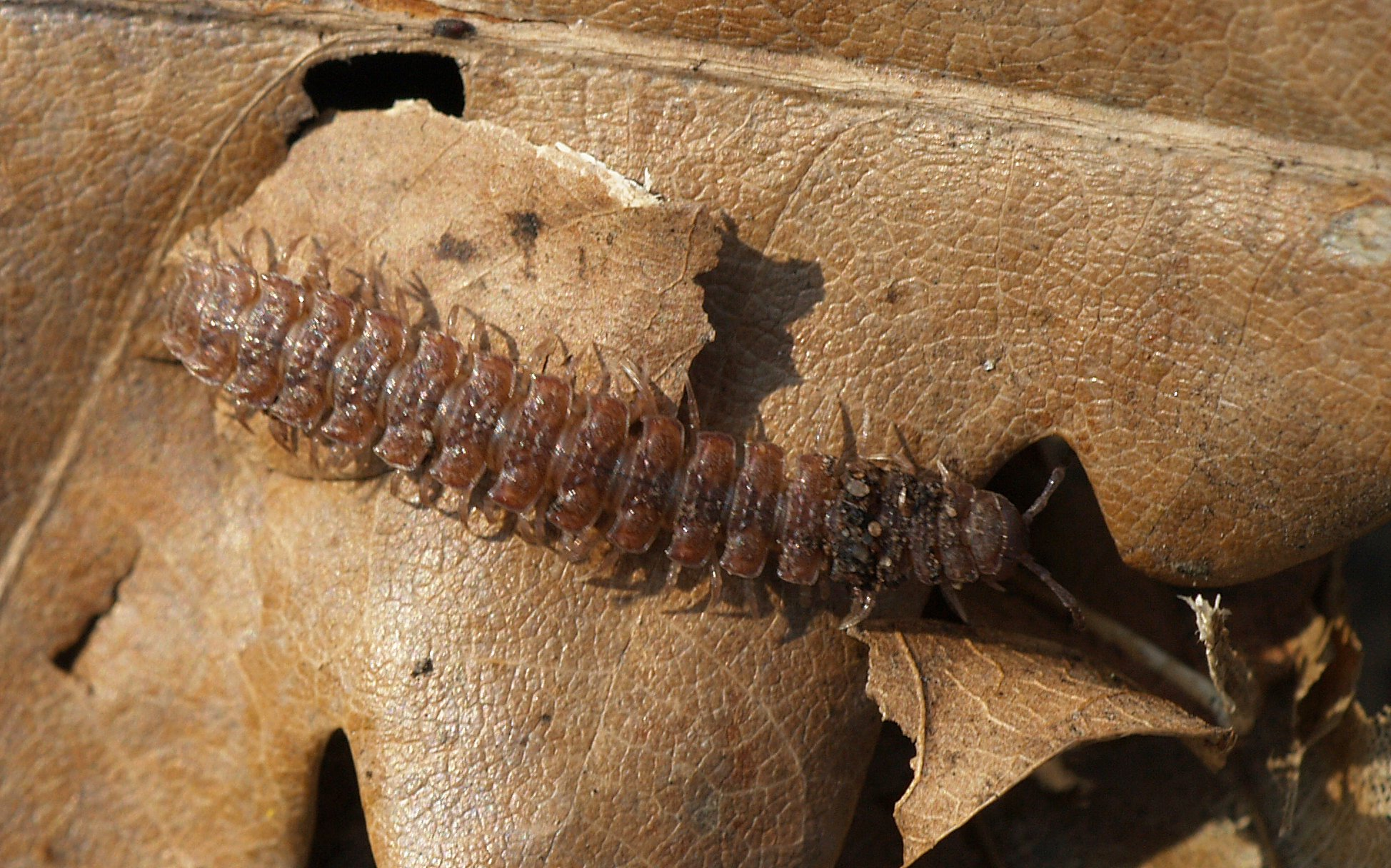
Polydesmus angustus
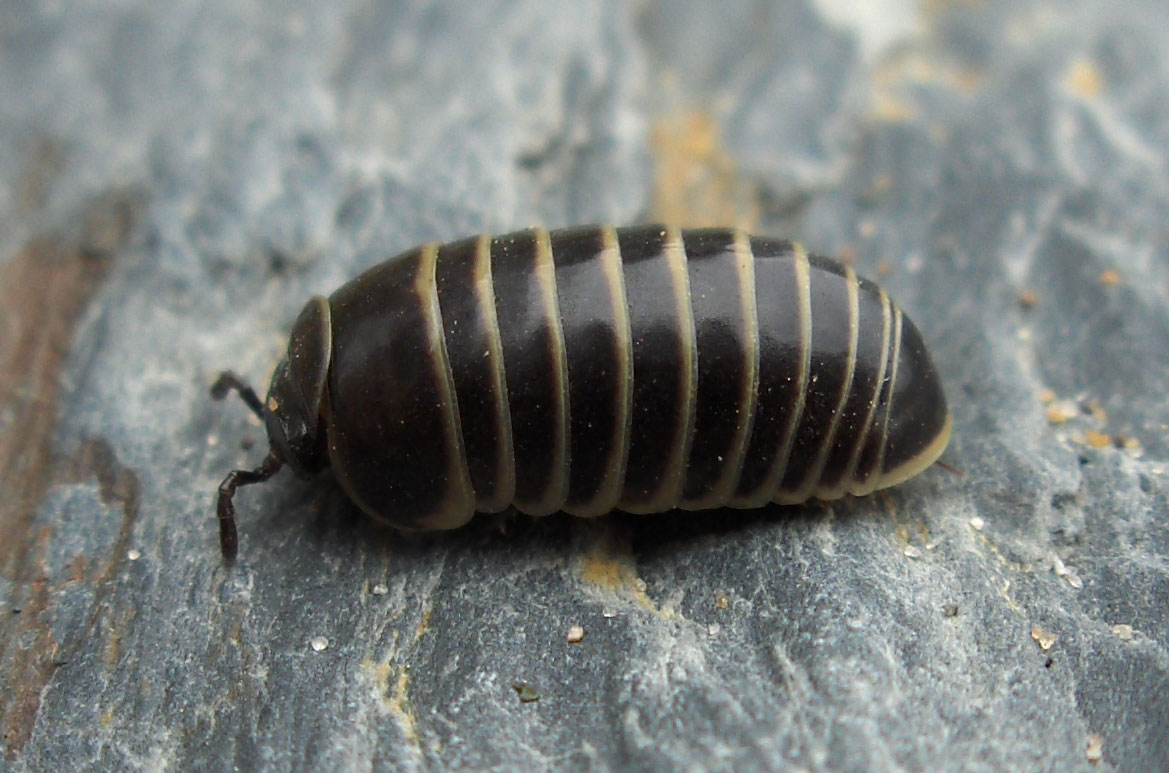
Glomeris marginata
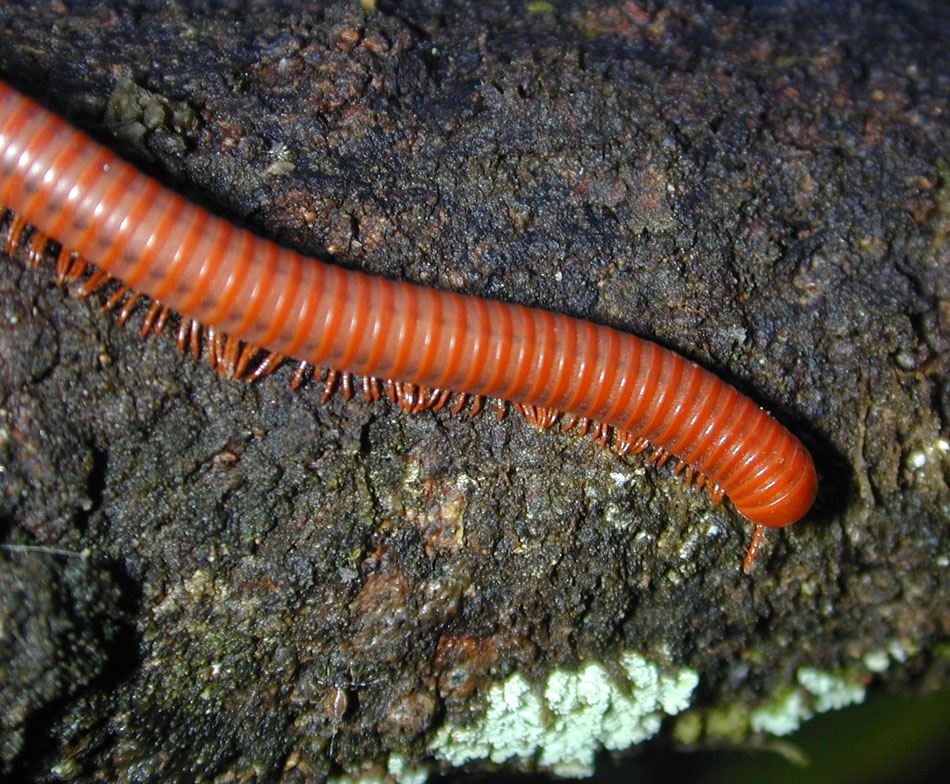
Trigoniulus corallinus
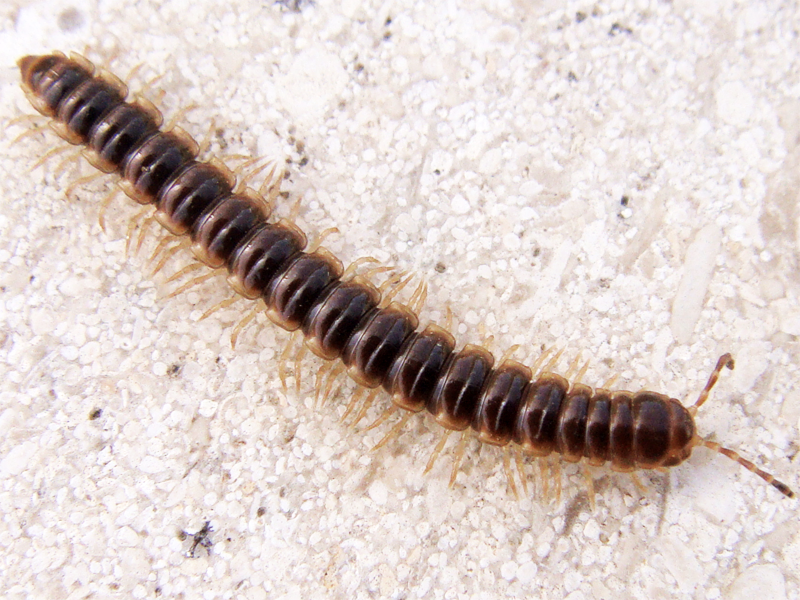
Oxidus gracilis
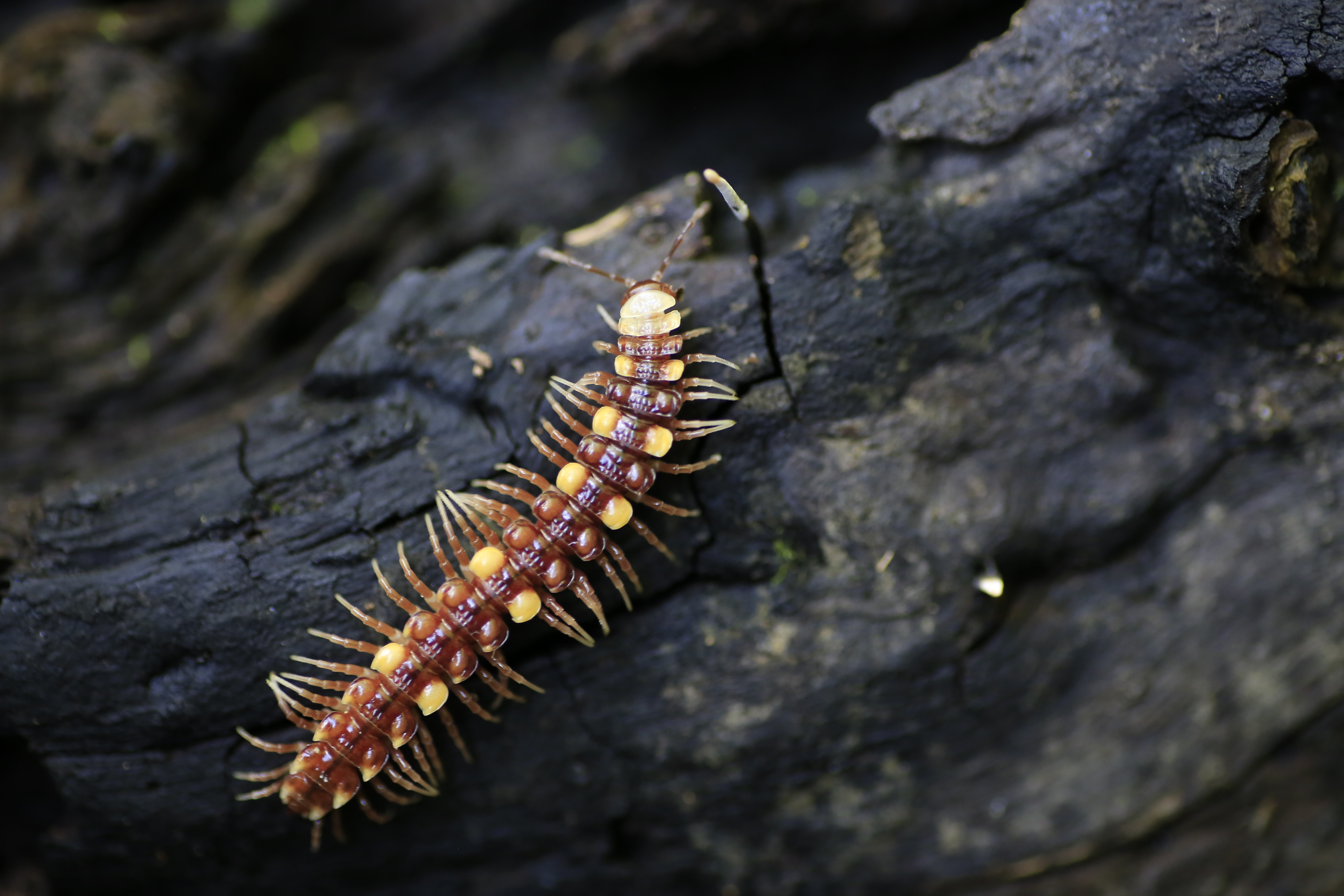
Polydesmus collaris